# Nowe Dobra (powiat chełmiński)
Nowe Dobra (niem. Neuguth, w latach 1903–1942 Neugut) – wieś w Polsce położona w województwie kujawsko-pomorskim, w powiecie chełmińskim, w gminie Chełmno.
W latach 1939 - 1942 dotychczasową nazwą wsi było Neugut, lecz po przeprowadzonej zamianie nazw miejscowości w Okręgu Rzeszy Gdańsk-Prusy Zachodnie, w latach 1942 - 1945 nazywała się Kulmischneugut.

## Podział administracyjny
W latach 1939–1945 położona była w okręgu Rzeszy Gdańsk-Prusy Zachodnie, w rejencji bydgoskiej (Regierungsbezirk Bromberg), w powiecie Chełmno (Kreis Kulm).
W latach 1975–1998 miejscowość administracyjnie należała do województwa toruńskiego.

## Demografia
Według Narodowego Spisu Powszechnego (III 2011 r.) wieś liczyła 591 mieszkańców. Jest największą miejscowością gminy Chełmno.

## Ludzie związani z Nowymi Dobrami
- Antoni Grabowski (1857–1921) – polski inżynier chemik, publicysta, tłumacz i pionier ruchu esperanckiego.